# Aeschynomene virginica
Aeschynomene virginica är en ärtväxtart som först beskrevs av Carl von Linné, och fick sitt nu gällande namn av Nathaniel Lord Britton och Al. Aeschynomene virginica ingår i släktet Aeschynomene och familjen ärtväxter. Inga underarter finns listade i Catalogue of Life.

## Bildgalleri

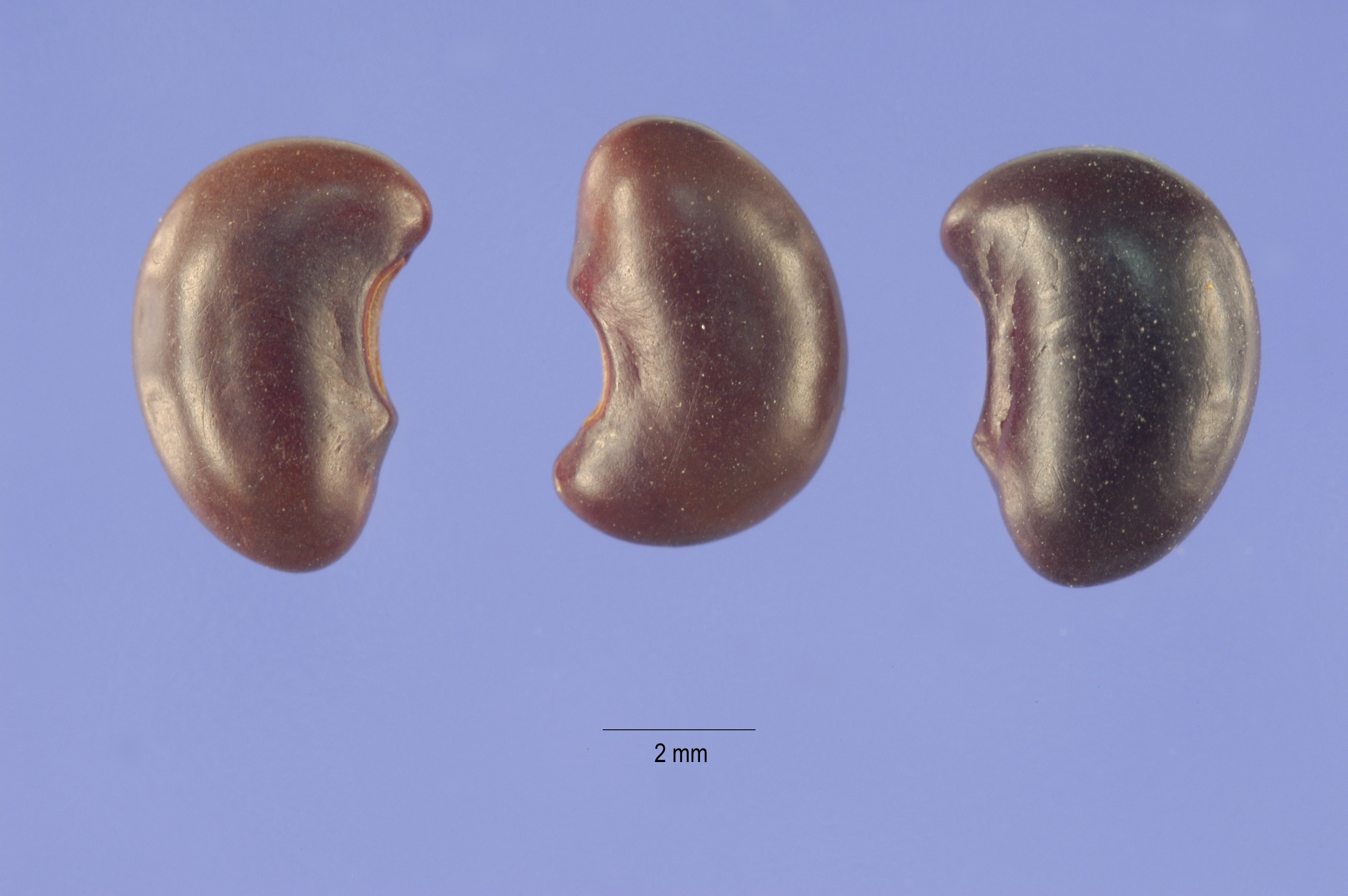